# Victor Öhling Norberg
Victor Öhling Norberg, född 22 maj 1990 i Bruksvallarna i Ljusnedals församling, är en svensk skidåkare som tävlar i skicross Han blev världsmästare 2017.
Den 23 april 2019 meddelade han att han avslutar skicrosskarriären.

## Världscupresultat

### Totalsegrar
| Säsong    | Gren     |
| --------- | -------- |
| 2013–2014 | Skicross |

### Världscupdeltävlingar
| Säsong    | Datum            | Plats                      |
| --------- | ---------------- | -------------------------- |
| 2012–2013 | 19 februari 2013 | Sotji, Ryssland            |
| 2013–2014 | 15 mars 2014     | Åre, Sverige               |
| 2014–2015 | 6 februari 2015  | Arosa, Graubünden, Schweiz |
| 2014–2015 | 7 februari 2015  | Arosa, Graubünden, Schweiz |
| 2014–2015 | 14 februari 2015 | Åre, Sverige               |

### Fotnoter
1. ↑  FIS profil
2. ↑  Erik Nilson (18 mars 2017). ”Dubbla svenska VM-guld i skicross”. Dagens nyheter. http://www.dn.se/sport/dubbla-svenska-vm-guld-i-skicross/. Läst 19 mars 2017.
3. ↑  Erik Avebäck (23 april 2019). ”Victor Öhling Norberg avslutar karriären” (på svenska). Sportbladet. https://www.aftonbladet.se/sportbladet/a/kJv10Q/victor-ohling-norberg-avslutar-karriaren. Läst 24 april 2019.